# Punta Tegualda
Punta Tegualda är en udde i Chile.   Den ligger i regionen Región de Magallanes y de la Antártica Chilena, i den södra delen av landet, 2 200 km söder om huvudstaden Santiago de Chile.
Terrängen inåt land är kuperad. Havet är nära Punta Tegualda åt sydväst. Trakten runt Punta Tegualda är nära nog obefolkad, med mindre än två invånare per kvadratkilometer.. Det finns inga samhällen i närheten. 
I omgivningarna runt Punta Tegualda växer i huvudsak blandskog.